# قائمة السير الذاتية لرؤساء الولايات المتحدة

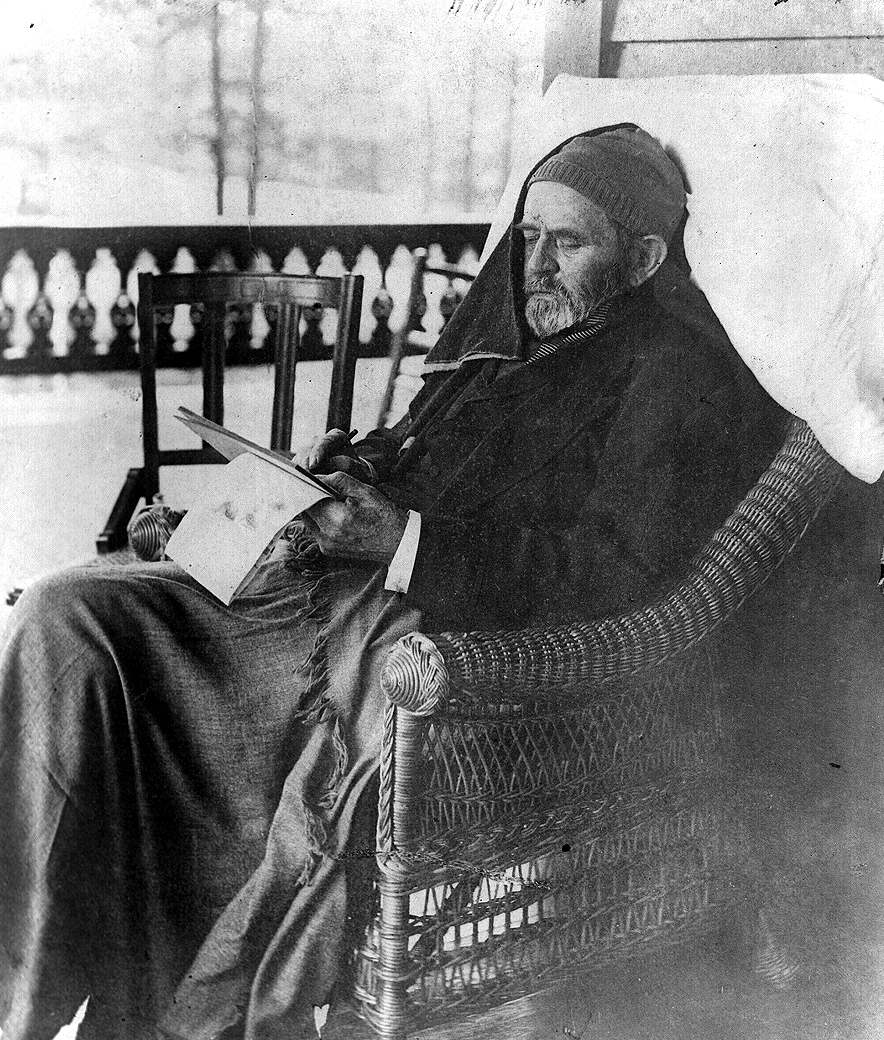
يوليسيس جرانت أثناء كتابته مذكراته في عام 1885. التي صنفها المؤرخون إحدى أفضل السير الذاتية.

اهتم أغلب رؤساء الولايات المتحدة بكتابة سيرتهم الذاتية سواء عن فترة رئاساتهم، ما قبل ذلك أو ما بعدها. كتب أغلب الرؤساء الأمريكيين في القرن التاسع عشر سيرتهم الذاتية من أمثال جيمس بيوكانان ويوليسيس جرانت الذي كانت مذكراته عن الحرب الأهلية الأمريكية وليست عن فترة رئاسته. تعتبر كتابات بيل كلينتون، جورج دبليو بوش، باراك أوباما ودونالد ترامب من أحدث السير الذاتية للرؤساء الأمريكيين. تم بيع العديد من النسخ وكسب مؤلفيها ملايين الدولارات.

## السير الذاتية التي تغطي فترة رئاستهم
ملاحظة: المعلومات المذكورة هي معلومات الطبعة الأولى فقط.
| اسم الكتاب بالعربية | الرئيس           | الناشر                            | تاريخ النشر | ردمك                     |
| --- | ---------------- | --------------------------------- | ----------- | ------------------------ |
| السيرة الذاتية لمارتن فان بيورين | مارتن فان بيورين | مكتب حكومة الولايات المتحدة للنشر | 1920        |                          |
| تم تحرير الكتاب من قبل جون سي فيتزباتريك بعد وفاة مارتن فان بيورين. |                  |                                   |             |                          |
| إدارة السيد بوشان عشية التمرد | جيمس بيوكانان    | دار نشر ابليتون وشركاه            | 1866        |                          |
| السيرة الذاتية لثيودور روزفلت | ثيودور روزفلت    | دار نشر ماكميلان                  | 1913        |                          |
| السيرة الذاتية لكالفين كوليدج | كالفين كوليدج    | دار نشر شركة هيرست                | 1929        |                          |
| كانت تنشر سابقا على صورة مقالات في مجلة كوزموبوليتان. |                  |                                   |             |                          |
| مزكرات هربرت هوفر | هربرت هوفر       | دار نشر ماكميلان                  | 1951        |                          |
| نشر في ثلاث مجلدات. المجلد الأول عن فترة 1874-1920 تحت اسم سنوات المغامرة، المجلد الثاني عن فترة 1920-1933 تحت اسم سنوات الرئاسه بينما المجلد الثالث عن فترة الكساد الكبير 1929-1941. |                  |                                   |             |                          |
| المزكرات: سنوات من الكساد | هاري ترومان      | دار نشر دابلداي                   | 1955        |                          |
| سنوات من التجربة والأمل | هاري ترومان      | دار نشر دابلداي                   | 1956        |                          |
| السيرة الذاتية لهاري ترومان | هاري ترومان      | دار نشر كولورادو                  | 1980        | (ردمك 978-0-870-81090-9) |
| تم تحريره بعد وفاة هاري ترومان من قبل المؤرخ روبرت فيريل. |                  |                                   |             |                          |
| بكل سهولة: أحكي قصصي للأصدقاء | دوايت أيزنهاور   | دار نشر دابلداي                   | 1969        | (ردمك 978-0-915-99204-1) |
| وجهات نظر في الفترة الرئاسية 1963-1969 | ليندون جونسون    | دار نشر هولت، رينهارت ونستون      | 1971        | (ردمك 978-0-030-84492-8) |
| مزكرات ريتشارد نيكسون | ريتشارد نيكسون   | دار نشر غروسيت ودنلاب             | 1978        | (ردمك 978-0-448-14374-3) |
| في الساحة: مذكرات النصر، الهزيمة والتجديد | ريتشارد نيكسون   | سايمون وشوستر                     | 1990        | (ردمك 978-0-671-70096-6) |
| وقت الشفاء | جيرالد فورد      | دار نشر هاربر                     | 1979        | (ردمك 978-0-060-11297-4) |
| البقاء مؤمنا: مزكرات رئيس | جيمي كارتر       | كتب بانتام                        | 1982        | (ردمك 978-0-553-05023-3) |
| حياة كاملة: تأملات في 90 | جيمي كارتر       | سايمون وشوستر                     | 2015        | (ردمك 978-1-501-11563-9) |
| حياة أمريكية | رونالد ريغان     | سايمون وشوستر                     | 1990        | (ردمك 978-1-451-62839-5) |
| عالم متحول | جورج بوش الأب    | دار نشر ألفرد نوف                 | 1998        | (ردمك 978-0-679-43248-7) |
| حياتي | بيل كلينتون      | دار نشر ألفرد نوف                 | 2004        | (ردمك 978-0-375-41457-2) |
| نقاط القرار | جورج دبليو بوش   | دار نشر كراون                     | 2010        | (ردمك 978-0-307-59061-9) |

## سير ذاتية لا تغطي الفترة الرئاسية
| الكتاب                                       | الرئيس         | دار النشر                    | التاريخ | ردمك                     |
| -------------------------------------------- | -------------- | ---------------------------- | ------- | ------------------------ |
| مزكرات يوليسيس جرانت شخصية                   | يوليسيس جرانت  | دار نشر تشارلز وبستر وشركاه  | 1885–86 |                          |
| الراكبون الخام                               | ثيودور روزفلت  | دار نشر أبناء تشارلز سكريبنر | 1899    |                          |
| السيد مواطن                                  | هاري ترومان    | صحافة الاستقلال              | 1960    | (ردمك 978-0830900954)    |
| الحملة الصليبية في أوروبا                    | دوايت أيزنهاور | دار نشر دابلداي              | 1948    | (ردمك 978-0-8018-5668-6) |
| ستة أزمات                                    | ريتشارد نيكسون | دار نشر دابلداي              | 1962    | (ردمك 978-0-385-00125-0) |
| أين بقاياي؟                                  | رونالد ريغان   | دار نشر سلون وبيرس           | 1965    | (ردمك 978-0-918294-16-6) |
| لماذا لسنا الأفضل؟ أول خمسون عاما            | جيمي كارتر     | مطبعة برودمان                | 1975    | (ردمك 978-0-8054-5582-3) |
| نقطة التحول: مرشح، دولة، الأمة               | جيمي كارتر     | دار نشر ثري ريفر             | 1993    | (ردمك 978-0-8129-2299-8) |
| قبل ساعة من وضح النهار: ذكريات الصبا الريفية | جيمي كارتر     | سايمون وشوستر                | 2001    | (ردمك 978-0-7432-1199-4) |
| النظر إلى الأمام                             | جورج بوش الأب  | دار نشر دابلداي              | 1987    | (ردمك 978-0-385-14181-9) |
| التهمة الباقية                               | جورج دبليو بوش | دار نشر وليام مورو وشركاه    | 1999    | (ردمك 978-0-688-17441-5) |
| أحلام من أبي: قصة عرق وإرث                   | باراك أوباما   | دار نشر التايمز              | 1995    | (ردمك 978-1-4000-8277-3) |
| جرأة الأمل: أفكار لاستعادة الحلم الأمريكي    | باراك أوباما   | دار نشر كراون                | 2006    | (ردمك 978-0-307-23769-9) |
| ترامب: فن الصفقة                             | دونالد ترامب   | راندوم هاوس                  | 1987    | (ردمك 978-0-446-35325-0) |
| ترامب: البقاء في القمة                       | دونالد ترامب   | راندوم هاوس                  | 1990    | (ردمك 978-0-394-57597-1) |
| ترامب: فن العودة                             | دونالد ترامب   | دار نشر التايمز              | 1997    | (ردمك 978-0812929645)    |

## يوميات وأوراق منشورة
| الكتاب                                                  | الرئيس         | المحرر          | الناشر                            | التاريخ | ردمك                     |
| ------------------------------------------------------- | -------------- | --------------- | --------------------------------- | ------- | ------------------------ |
| مذكرات دوايت أيزنهاور                                   | دوايت أيزنهاور | روبرت هيو فيريل | دار نشر دبليو دبليو نورتون وشركاه | 1976    | (ردمك 978-0-393-33180-6) |
| مقدمة للقيادة: اليوميات الأوروبية لجون كينيدي: صيف 1945 | جون كينيدي     |                 | دار نشر ريجنري                    | 1995    | (ردمك 978-0-89526-459-6) |
| رسائل جون كينيدي                                        | جون كينيدي     | مارتن ساندلر    | دار نشر بلومزبري                  | 2013    | (ردمك 978-1-60819-271-7) |
| ريتشارد نيكسون: الخطب والكتابات والوثائق                | ريتشارد نيكسون | ريك برلستين     | جامعة برنستون                     | 2010    | (ردمك 978-1-4008-3568-3) |
| مزكرات البيت الأبيض                                     | جيمي كارتر     |                 | فارار وستراوس وجيرو               | 2010    | (ردمك 978-0-374-28099-4) |
| يوميات ريغان                                            | رونالد ريغان   | دوغلاس برينكلي  | هاربر كولنز                       | 2007    | (ردمك 978-0-06-087600-5) |
| كل خير: حياتي في رسائل وكتابات أخرى                     | جورج بوش الأب  |                 | دار بلومزبري                      | 1999    | (ردمك 978-0-684-83958-5) |

## وصلات خارجية
- السيرة الذاتية لجيمس بوكانان
- السيرة الذاتية لثيودور روزفلت
- السيرة الذاتية لكالفن كوليدج
- السيرة الذاتية لهربرت هوفر
- السيرة الذاتية لمارتن فان بورن